# Rusina concolor
Rusina concolor là một loài bướm đêm trong họ Noctuidae.